# Sentier de grande randonnée 782
Le GR782 est un sentier de grande randonnée long de 50 km qui emprunte en grande partie le Chemin Henri IV, pour relier Lourdes à Artiguelouve.  Célèbre dans le Béarn, le sentier emprunte une ancienne voie romaine établie depuis des siècles sur les hauteurs des collines qui dominent la rive droite du gave de Pau. Ce GR s’étend donc sur deux départements : les Hautes-Pyrénées et les Pyrénées-Atlantiques. Cette voie historique, sans doute millénaire comme en témoignent le fort de César et le dolmen de Peyre Dusets.

## Caractéristiques
La longueur totale du sentier est de 50 km, 12 km dans les Hautes-Pyrénées et 38 km dans les Pyrénées-Atlantiques. La durée totale est estimée à 13 heures. Le dénivelé positif total du trajet s'élève à 580 m et 880 m en négatif.
Il rejoint le GR101 au niveau de Lanne Darré, quartier de Lourdes.